# 杜氏棱鯷
杜氏棱鯷（学名：Thryssa dussumieri），俗名突鼻仔、含西、西姑鱼，為輻鰭魚綱鯡形目鯡亞目鳀科的其中一種。

## 分布
本魚廣泛分布印度西太平洋區，包括巴基斯坦、斯里蘭卡、印度、孟加拉灣、安達曼海、泰國、越南、柬埔寨、馬來西亞、中國南海、台灣、菲律賓巴拉望島呂宋島、印尼蘇門答臘、婆羅洲、爪哇島附近等海域。

## 深度
水深1至20公尺。

## 特徵
本魚體窄長側扁。口大，口裂微傾斜。上頜長於下頜。上頜骨延長，向後延伸至胸鰭末端。體背青綠色，頭頂、吻部及鰓蓋上部黃色，頭部背面後方具一暗青色斑。體側和腹部銀白色。背鰭青黃色，後方有鞍狀綠色斑。尾鰭淺黃色，後緣黑色。胸鰭、腹鰭、臀鰭淡色。體長可達15公分。

## 生態
本魚棲息於沿岸，常出現在沙泥質海域及河口區。

## 經濟利用
食用魚，但魚體薄肉少，通常曬成魚乾，或是當下雜魚。